# HD 84406
Désignations
HD 84406 est une étoile se situant approximativement à ∼ 260 a.l. (∼ 79,7 pc) dans la constellation de la Grande Ourse. Il s'agit d'une étoile de type spectral G et avec un mouvement propre élevé.
Le 4 février 2022, HD 84406 fut la première étoile observée par le télescope spatial James Webb. L'étoile étant isolée dans le ciel, elle est utilisée pour tester et aligner la focale des 18 miroirs primaires du télescope,,,. Le 11 février 2022, The New York Times annonça que les "premiers photons" des images de HD 84406 du JWST avaient été publiés - ainsi que la vidéo associée de la NASA.

## Galerie

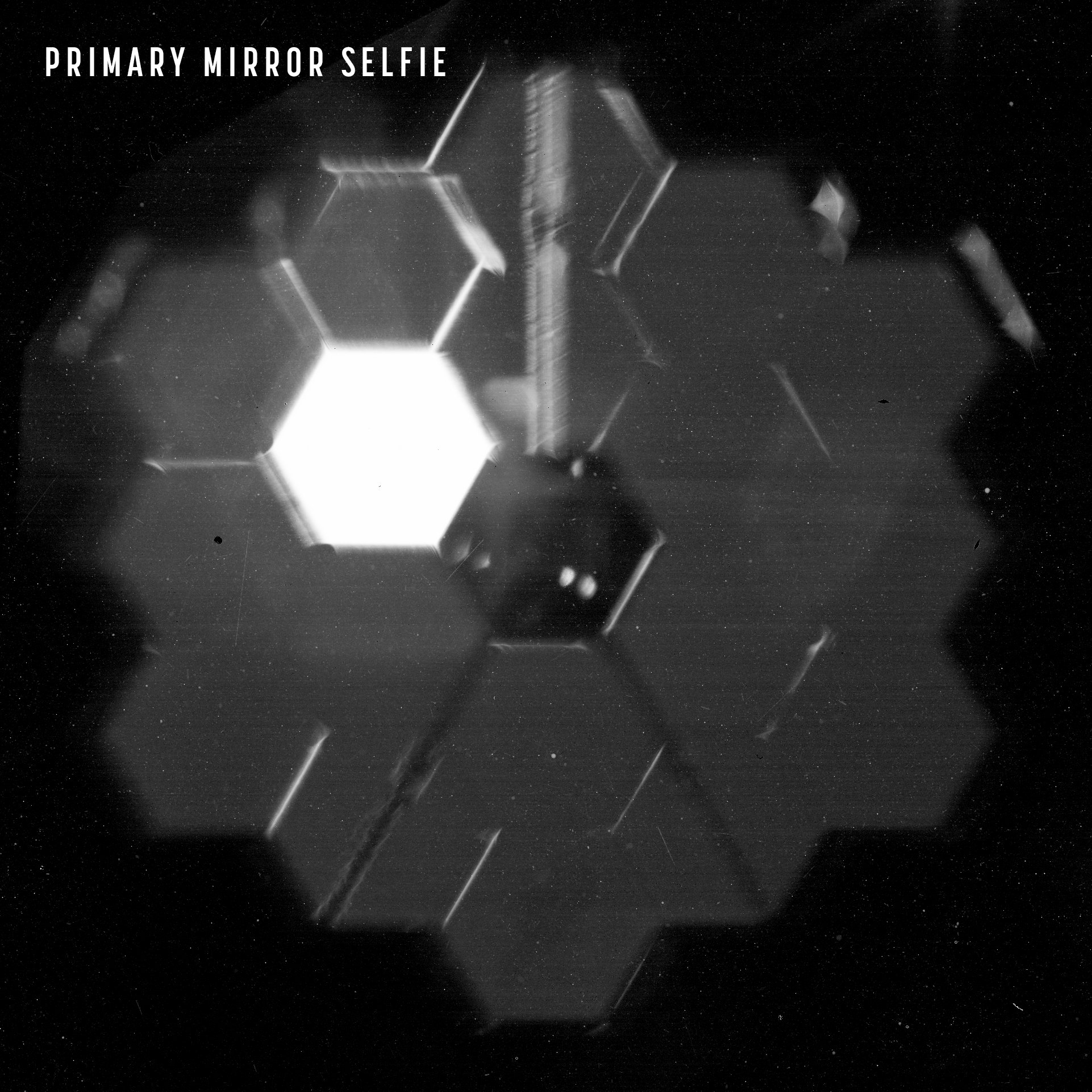
Selfie: Miroir primaire du télescope spatial James Webb à destination.
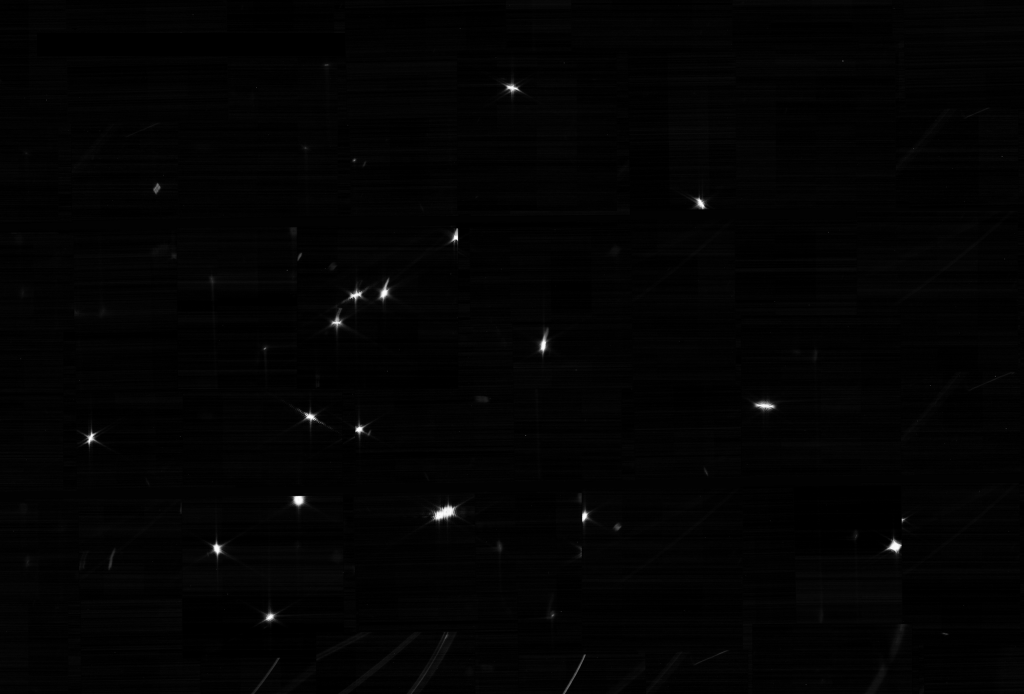
Images de la même étoile HD 84406 vue par chacun des 18 segments du miroir primaire avant alignement.
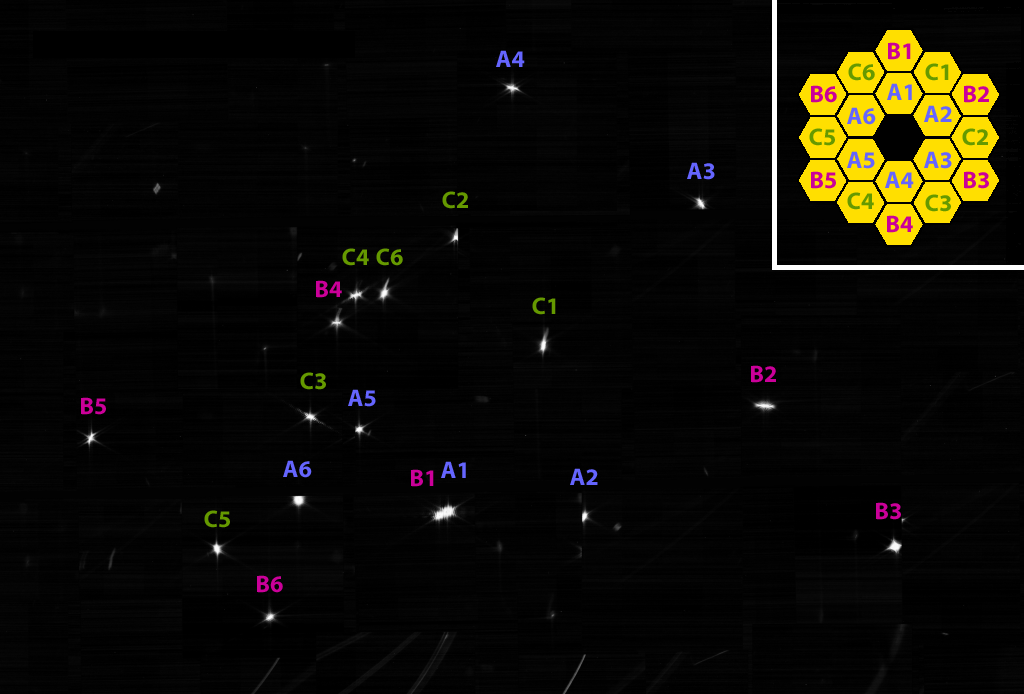
Image annotée du nom des 18 segments du miroir observant chacun la même étoile HD 84406.